# Cornell Dupree

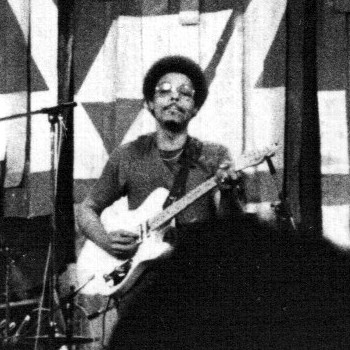
Cornell Dupree im Juli 1976

Cornell Dupree (* 19. Dezember 1942 in Fort Worth, Texas; † 8. Mai 2011 ebenda) war ein US-amerikanischer Musiker. Der Gitarrist wirkte als Sessionmusiker bei über 2500 Aufnahmesessions im Bereich der populären Musik, des Soul Jazz, Fusion und Rhythm and Blues mit.

## Leben und Wirken
Cornell Dupree spielte mit zwanzig Jahren in der R&B-Gruppe von King Curtis. Bald danach begann er als Sessionmusiker zu arbeiten, so für Brook Benton (Rainy Night in Georgia) und Künstler wie Lou Rawls, Paul Simon, Barbra Streisand, Harry Belafonte, Lena Horne, Roberta Flack, Joe Cocker, Michael Bolton oder Mariah Carey. 
Dupree gehörte auch von 1967 bis 1976 der Tourneeband von Aretha Franklin an und wirkte auf zahlreichen Alben des Jazz, Soul Jazz, Funk und Fusion-Genre mit, wie bei Carla Bley (Dinner Music), Billy Cobham (Total Eclipse), Hank Crawford, The Crusaders, Miles Davis (Red China Blues, 1973, auf Get Up with It), Les McCann (Invitation  to Openess), Eddie Harris, Freddie King, Rahsaan Roland Kirk (Blacknuss, 1971), Herbie Mann oder Esther Phillips, die meist auf dem Atlantic-Label entstanden, ferner als Orchestermitglied bei Big-Band-Produktionen von Bobby Hutcherson, Elvin Jones, Grant Green (Blue Breakbeats), Grover Washington Jr. oder Bernard Purdie. Mit dem Schlagzeuger Purdie nahm Dupree unter eigenem Namen 1974 das Album Teasin’ auf, gefolgt von Saturday Night Fever (1977) und Shadow Dancing (1978). In dieser Zeit gehörte er der Studioband Stuff an, die bei Warner Brothers unter Vertrag war und vier Alben einspielte. 
Ab Ende der 1980er Jahre nahm Dupree noch einige Jazzalben auf; seine LP Coast to Coast (1988) wurde für einen Grammy nominiert. 2006 trat er in Wien mit Les McCann und dem Saxofonisten Ronnie Cuber in der All-Star-Band Soul Survivors auf.

## Diskographische Hinweise
- Can’t Get Through (1991)
- Uncle Funky (1992),
- Child’s Play (1993)
- Bop ’n’ Blues (1994)